# Dipelta
Genre
Classification phylogénétique
Dipelta est un genre d'arbustes de la famille des Caprifoliaceae selon la classification classique, ou des Linnaeaceae selon la classification phylogénétique puis replacée dans les Caprifoliaceae selon la classification phylogénétique APG III (2009).
Il en existe 4 espèces, toutes originaires de Chine. Elles ressemblent aux Weigela et sont cultivées comme arbustes ornementaux pour leurs jolies fleurs tubuleuses.

## Espèces
- Dipelta elegans Batal.
- Dipelta floribunda Maxim.
- Dipelta ventricosa Hemsl.
- Dipelta yunnanensis Franch.